# Закон степени трёх вторых
Зако́н сте́пени трёх вторы́х (закон Чайлда, закон Чайлда — Ленгмюра, закон Чайлда — Ленгмюра — Богуславского, в немецком языке Schottky-Gleichung, уравнение Шоттки) в электровакуумной технике задаёт квазистатическую (то есть почти стабильную) вольт-амперную характеристику идеального вакуумного диода — то есть задаёт зависимость тока анода от напряжения между его катодом и анодом — в режиме пространственного заряда. Этот режим является основным для приёмно-усилительных радиоламп. Во время него тормозящее действие пространственного заряда ограничивает ток катода до величины, существенно меньшей, чем предельно возможный ток эмиссии катода. В наиболее общей форме закон утверждает, что ток вакуумного диода Ia пропорционален напряжению Ua, возведённому в степень 3/2:
{\displaystyle I_{a}=gU_{a}^{3/2},}
где g — постоянная (первеанс) данного диода, зависящая только от взаимного расположения, формы, размеров его электродов.
Первую формулировку закона предложил в 1911 году Чайлд, впоследствии закон был уточнён и обобщён работавшими независимо друг от друга Ленгмюром (1913), Шоттки (1915) и Богуславским (1923). Закон, c некоторыми оговорками, применяется и к лампам с управляющей сеткой (триоды, тетроды) и к электронно-лучевым приборам. Закон примени́м для средних напряжений — от нескольких вольт до напряжений, при которых начинается переход в режим насыщения тока эмиссии. Закон не применим к области отрицательных и малых положительных напряжений, к области перехода в режим насыщения и к самому режиму насыщения.

## Суть проблемы
При достаточно высоких температурах на границе металла и вакуума возникает явление термоэлектронной эмиссии. Вольфрамовый катод начинает испускать электроны при температуре около 1400° С, оксидный катод — при температуре около 350° С. С дальнейшим ростом температуры ток эмиссии экспоненциально возрастает по закону Ричардсона — Дешмана. Максимальная практически достижимая плотность тока эмиссии вольфрамовых катодов достигает 15 А/см2, оксидных катодов — 100 А/см2.
При подаче на анод диода положительного (относительно катода) потенциала в межэлектродном пространстве диода возникает ускоряющее электроны в направлении к аноду электрическое поле. Можно предположить, что в этом поле все испущенные катодом электроны устремятся к аноду так, что ток анода будет равен току эмиссии, однако опыт это предположение опровергает. Оно справедливо только для относительно низких температур и малых плотностях тока эмиссии. При бо́льших температурах катода экспериментально наблюдаемый ток анода достигает насыщения и стабилизируется на постоянном уровне, не зависящем от температуры. С ростом анодного напряжения этот предельный ток монотонно и нелинейно возрастает. Наблюдаемое явление качественно объясняется влиянием пространственного заряда:
- Холодный катод вакуумной лампы не способен испускать электроны. В этом режиме вакуумный диод представляет собой обычный вакуумный конденсатор. Напряжённость электрического поля внутри такого конденсатора практически постоянна, а электрический потенциал между катодом и анодом в плоско-параллельной конфигурации изменяется по линейному закону. Одиночный электрон, попавший в такое поле, движется с постоянным ускорением, которое прямо пропорционально ускоряющему полю и, следовательно, напряжению на диоде[10].
- Нагретый катод начинает испускать электроны. При подаче на анод достаточно большого положительного напряжения все испущенные электроны испытывают ускорение в межэлектродном пространстве и движутся к аноду. Электроны, находящиеся в межэлектродном пространстве, образуют пространственный заряд, искажающий электрическое поле в конденсаторе. При малых токах эмиссии и малой концентрации электронов в межэлектродном вакууме влияние пространственного заряда незначительно: потенциал всех точек межэлектродного пространства снижается, но поле во всех точках остаётся ускоряющим, поэтому почти все испущенные катодом электроны достигают анода. Ток анода равен току эмиссии катода и не зависит от анодного напряжения[11].
- При дальнейшем разогреве катода пространственный заряд увеличивается настолько, что вблизи катода возникает потенциальная яма — область с потенциалом ниже, чем потенциал катода. Электроны, испущенные катодом испытывают отталкивание от области пространственного заряда и попадают в тормозящее поле. Электроны, покинувшие катод с достаточно большой скоростью (быстрые электроны), преодолевают потенциальную яму и продолжают путь к аноду. Другие, медленные, электроны возвращаются назад, на катод, поэтому ток анода оказывается существенно ниже тока эмиссии катода[11]. Практические измерения показывают, что с ростом анодного напряжения ток анода монотонно и нелинейно возрастает.

Количественная зависимость тока, ограниченного пространственным зарядом, от анодного напряжения и описывается законом трёх вторых.

## Решение

### Решение для плоскопараллельного диода
Классическое решение Чайлда рассматривает идеальный плоскопараллельный диод с электродами бесконечной протяжённости, разделёнными зазором с шириной d. Координатная ось x, относительно которой решаются дифференциальные уравнения, проводится по нормали к поверхности катода, а начальная точка (x=0) устанавливается на границе катод-вакуум. Предполагается, что:
- поверхности катода и анода эквипотенциальны;
- температура катода достаточно высока для того, чтобы ток анода был ограничен пространственным зарядом, а не уровнем эмиссии катода;
- остаточное давление газа в межэлектродном пространстве достаточно низко, поэтому взаимодействием электронов с молекулами газа можно пренебречь;
- напряжённость электрического поля E(0) на границе катод-вакуум равна нулю;
- скорость электронов при пересечении границы катод-вакуум v(0) равна нулю[12][13].

Последнее допущение — отказ от рассмотрения тепловой диффузии электронов в вакууме — наиболее важно. Именно оно позволяет заменить громоздкий, трудоёмкий расчёт простым аналитическим решением, но оно же делает это решение неприменимым в области малых положительных и отрицательных анодных напряжений, так, при нулевом напряжении на диоде в реальных приборах, ток анода не обращается в 0.
В соответствии с теоремой Гаусса, пространственный заряд, заключённый в произвольно выбранном объёме межэлектродного пространства, пропорционален потоку вектора напряжённости электрического поля через замкнутую поверхность Z, ограничивающую этот объём. В объёме, ограниченном примыкающей к катоду призмой высотой x и площадью основания s, поток напряжённости через боковые поверхности равен нулю. Поток напряжённости через основание, примыкающее к катоду, также равен нулю в силу первого граничного условия. Поэтому поток вектора через поверхность призмы равен произведению напряжённости поля в точке x на площадь основания призмы:
{\displaystyle Q(x)=\varepsilon _{0}{\int \limits _{Z}E\ dZ}=\varepsilon _{0}E(x)\ s} 
Одновременно, пространственный заряд в объёме призмы равен произведению тока анода Ia на время пролёта электрона от катода до плоскости, удалённой от катода на x:
{\displaystyle Q(x)=I_{a}\ {t(x)}}
поэтому напряжённость поля и ускорение электронов в любой точке x можно выразить через ток анода и время пролёта от катода до x:
{\displaystyle E(x)={{I_{a}\ t(x)} \over {\varepsilon _{0}\ s}}}
{\displaystyle {d^{2}\ x \over dt^{2}}={{eI_{a}\ t(x)} \over {m\ \varepsilon _{0}\ s}}},
где e и m — заряд и масса электрона,
ε0 — диэлектрическая постоянная.
Интегрирование последнего соотношения даёт зависимости координаты и скорости электрона от времени пролёта:
{\displaystyle x(t)={1 \over 6}\ {{e\ I_{a}} \over {m\ \varepsilon _{0}\ s}}\ t^{3}}
{\displaystyle {dx \over dt}={1 \over 2}\ {{e\ I_{a}} \over {m\ \varepsilon _{0}\ s}}\ t^{2}}
Сопоставив последнее уравнение с уравнением, связывающим кинетическую и потенциальную энергию
{\displaystyle {dx \over dt}={\sqrt {2{e \over m}U}},}
можно вывести выражение для тока анода (формулу Чайлда).:
{\displaystyle I_{a}={4 \over 9}\ \varepsilon _{0}\ {\sqrt {2{e \over m}}}\ {s \over d^{2}}\ U_{a}^{3 \over 2}}
{\displaystyle I_{a}=2,33~{\cdot }~10^{-6}\ {s \over d^{2}}\ U_{a}^{3 \over 2}}

### Решение для цилиндрического диода
Последнее уравнение выполняется и для цилиндрического диода (с катодом внутри и анодом снаружи) с тонким катодом (внутренний радиус анода ra в десять и более раз превосходит внешний радиус катода rк). В этом случае вместо межэлектродного расстояния d следует подставлять внутренний радиус анода ra.
Если внешний радиус катода не столь мал, то пренебрегать им уже нельзя. Для диодов с толстым катодом расчётная формула по Ленгмюру и Богуславскому принимает вид:
{\displaystyle I_{a}=2,33~{\cdot }~10^{-6}\ {s_{a} \over {r_{a}^{2}\ \beta ^{2}}}\ U_{a}^{3 \over 2},}
где поправочный коэффициент {\displaystyle \beta ^{2}=\left(1-{r_{k} \over r_{a}}\right)^{2}}

### Обобщённая формулировка
Закон справедлив для диодов с любой конфигурацией катода и анода и для любых температур катода, при которых возможна термоэлектронная эмиссия. В общем случае,
{\displaystyle I_{a}=g\ U_{a}^{3 \over 2},}
где g — постоянная (так называемый первеанс) данного диода, зависящая от конфигурации и геометрических размеров его электродов.
В простейшем анализе первеанс не зависит от тока накала и температуры катода, в реальных лампах он растёт с ростом температуры катода.

### Внутреннее сопротивление диода
Крутизна S вольт-амперной характеристики диода в произвольно выбранной рабочей точке пропорциональна квадратному корню анодного напряжения:
{\displaystyle S={dI_{a} \over dU_{a}}={3 \over 2}\ g\ {\sqrt {U_{a}}}}
а внутреннее сопротивление ri обратно пропорционально ему:
{\displaystyle r_{i}=1/S={2 \over 3}{1 \over {g\ {\sqrt {U_{a}}}}}}

### Частотные ограничения
Время пролёта электронов от катода до анода определяется соотношением
{\displaystyle \tau ={3d \over V_{max}},} где конечная скорость электронов {\displaystyle V_{max}={\sqrt {2{e \over m}U_{a}}}}.
В реальных диодах время пролёта измеряется единицами наносекунд.
При подаче на анод переменного напряжения высокой частоты, период которого сопоставим с временем пролёта, фаза и величина анодного тока существенно меняются. Сдвиг фазы тока, или угол пролёта, составляет {\displaystyle \Theta =\omega \ \tau }, где {\displaystyle \omega } — угловая частота анодного напряжения. При угле пролёта {\displaystyle \Theta =\pi } крутизна динамической ВАХ диода падает на 25 % от квазистатической крутизны, при {\displaystyle \Theta =2\pi } переменный ток прерывается. На практике предельный угол пролёта, выше которого использование диода нецелесообразно, приравнивается к {\displaystyle \pi }, а граничная рабочая частота диода fпр — к
{\displaystyle f={1 \over {2\ \tau }}}
В реальных схемах предельная рабочая частота может быть ещё ниже из-за влияния паразитной ёмкости диода и паразитных ёмкостей и индуктивностей монтажа. С ростом частоты в диоде могут возникать резонансные явления, поэтому рабочая частота диода fр не должна превышать частоты его собственного резонанса f0:
{\displaystyle f_{p}\leqslant f_{0}={1 \over {2\pi {\sqrt {L\ C_{ac}}}}}} 
При типичной индуктивности монтажа L в 0,01 мкГн и типичной ёмкости монтажа в 10 пФ резонансная частота составляет 500 МГц.

### Закон трёх вторых для триода
В 1919 году М. А. Бонч-Бруевич предложил модель триода (в работах Бонч-Бруевича — «катодного реле»), в которой триод замещался эквивалентным диодом. Анодный ток в этой модели равнялся току эквивалентного диода, к которому приложено расчётное действующее напряжение — взвешенная сумма напряжений на аноде Ua и на сетке Uc:
{\displaystyle I_{a}=g_{Tc}\ {\left(U_{c}+D\ U_{a}\right)}^{3 \over 2}}, или
{\displaystyle I_{a}=g_{Ta}\ {\left(U_{a}+\mu \ U_{c}\right)}^{3 \over 2}},
где {\displaystyle \mu } — коэффициент усиления триода по напряжению, а обратная ему D — проницаемость сетки.
Из формул следует, что вольт-амперные характеристики для различных Uc идентичны и отличаются только сдвигом вдоль оси напряжения. При запирающем сеточном напряжении {\displaystyle U_{c}=-U_{a}/\mu } анодный ток прерывается. Характеристики реальных ламп в целом соответствуют теории, но их наклон и сдвиг непостоянны, а отсечка тока при запирающих напряжениях имеет плавный, «затянутый» характер.

## Количественные оценки
Пример. Низковольтный одноанодный кенотрон имеет эффективную длину анода l=40 мм, внешний радиус катода rк=2 мм, внутренний радиус анода rа=4 мм. Эффективная площадь оксидного катода sк=5 см2, эффективная площадь анода sа=10 см2. Расчётная межэлектродная ёмкость при холодном катоде С0=2π ε0 l ln(rа/rк)=1,5 пФ без учёта ёмкости монтажа. Рабочее напряжение накала выбрано так, чтобы диод входил в режим насыщения при токе Ia=200 мА, что соответствует плотности тока эмиссии 40 мА/см2. Это значение близко к предельно допустимому значению для стационарного режима и примерно в тысячу раз меньше максимально возможной плотности кратковременных импульсов тока эмиссии оксидного катода. Оно достигается при мощности накала от 10 до 15 Вт (удельная мощность от 2 до 3 Вт/см2).
Расчётный первеанс диода равен:
{\displaystyle g=2,33~{\cdot }~10^{-6}\ {{2\ \pi \ l} \over {r_{a}\ \left(1-{r_{k} \over r_{a}}\right)^{2}}}=0,000587~{A \over B^{3 \over 2}}}
Закон степени трёх вторых и заложенная в него модель не дают указаний на то, насколько плавным или острым должен быть переход из режима пространственного заряда в режим насыщения. Теоретическая кривая анодного тока достигает значения тока эмиссии (Ia=200 мА) при Ua=49 В, при бо́льших напряжениях ток не меняется, а рассеиваемая мощность растёт пропорционально напряжению.
В таблице представлены зависимости показателей диода от напряжения на аноде, рассчитанные в рамках модели Чайлда. Такие важные показатели, как максимальная плотность объёмного заряда, глубина и профиль потенциальной ямы, в этой модели не определены.
| Показатель                                  | Единицы измерения | Напряжение на аноде Ua, В      | Напряжение на аноде Ua, В      | Напряжение на аноде Ua, В      | Напряжение на аноде Ua, В      | Напряжение на аноде Ua, В | Напряжение на аноде Ua, В | Примечания |
| Показатель                                  | Единицы измерения | Режим пространственного заряда | Режим пространственного заряда | Режим пространственного заряда | Режим пространственного заряда | Область перехода          | Режим насыщения           | Примечания |
| Показатель                                  | Единицы измерения | 10                             | 20                             | 30                             | 40                             | 50                        | 60                        | Примечания |
| ------------------------------------------- | ----------------- | ------------------------------ | ------------------------------ | ------------------------------ | ------------------------------ | ------------------------- | ------------------------- | --- |
| Ток анода, Ia                               | мА                | 19                             | 53                             | 96                             | 149                            | 200                       | 200                       | Характер перехода в режим насыщения (плавный переход или острый излом) в модели не определён. Динамические показатели в зоне перехода могут быть определены только опытным путём. |
| Крутизна вольт-амперной характеристики, S   | мСм               | 2,8                            | 3,9                            | 4,8                            | 5,6                            | ?                         | 0                         | Характер перехода в режим насыщения (плавный переход или острый излом) в модели не определён. Динамические показатели в зоне перехода могут быть определены только опытным путём. |
| Внутреннее сопротивление, ri                | кОм               | 0,36                           | 0,25                           | 0,21                           | 0,18                           | ?                         | ∞                         | Характер перехода в режим насыщения (плавный переход или острый излом) в модели не определён. Динамические показатели в зоне перехода могут быть определены только опытным путём. |
| Максимальная скорость электрона, Vmax       | мм/нс             | 1,9                            | 2,6                            | 3,2                            | 3,8                            | 4,2                       | 4,6                       | {\displaystyle V_{max}={\sqrt {2{e \over m}U_{a}}}} |
| Время пролёта межэлектродного расстояния, τ | нс                | 3,2                            | 2,3                            | 1,8                            | 1,6                            | 1,4                       | 1,3                       | {\displaystyle \tau =3\ d/V_{max}} |
| Пространственный заряд, Q                   | пКл               | 59                             | 118                            | 178                            | 237                            | 286                       | 261                       | {\displaystyle Q=I_{a}\ \tau } |
| Граничная частота, fпр                      | МГц               | 156                            | 221                            | 270                            | 312                            | 350                       | 382                       | {\displaystyle f=1/{(2\ \tau )}} |

## Применимость закона к реальным приборам
Заблуждаются те, кто считает, что основные свойства термоэлектронной эмиссии описаны в теории и проверены экспериментом. Интерпретация этого явления с точки зрения термодинамики нередко возводится в ранг закона, но следует ещё раз подчеркнуть: если условия эксперимента не вписываются в допущения, положенные в основу теоретической модели — эта модель к данному эксперименту неприменима. — Уэйн Ноттингем, 1956
Оригинальный текст (англ.)It is an illusion to believe that the main features of thermionic emission have been worked out theoretically and are in agreement with the experiment. In spite of the generality often associated with the thermodynamic interpretation of thermionic emission, emphasis must be given to the fact that this branch of theory cannot be relied upon to give accurate information concerning the current flows across a boundary under experimental conditions that violate the basic assumptions of the theory.

Допущения, на которых основана модель Чайлда, в реальных диодах не выполняются. Наиболее близки к идеальной модели диоды косвенного накала с цилиндрическими анодами, наиболее далеки от неё диоды прямого накала с W-образной укладкой нити катода. Различия между реальными приборами и моделью Чайлда наиболее существенны в области отрицательных и малых положительных напряжений и в области перехода в режим насыщения. Между ними находится область средних напряжений, в которой закон степени трёх вторых достаточно точно аппроксимирует свойства реального диода.

### Область малых напряжений
Закон трёх вторых не применим в области отрицательных и малых положительных (единицы В) анодных напряжений. Из закона следует, что при нулевом напряжении ток анода должен быть равен нулю, а при отрицательном напряжении формула трёх вторых вообще не определена. В реальных диодах при нулевом анодном напряжении уже течёт ненулевой ток электронов от катода к аноду — именно это явление, открытое в 1882 Элстером и Гайтелем и в 1883 Эдисоном, и научно интерпретированное в 1889 году Флемингом, Уильям Прис назвал «эффектом Эдисона». Полная отсечка тока наступает только тогда, когда анодное напряжение опускается на несколько В ниже нуля. Например, в шумовом диоде прямого накала 2Д2С ток анода возникает при анодном напряжении около −2 В, а при нулевом анодном напряжении ток достигает величины 200 мкА при напряжении накала 1,5 В (100 мкА при напряжении накала 1,2 В).
Сдвиг характеристики диода влево на −1,5 В может быть объяснён неэквипотенциальностью катода прямого накала. Eщё в 1914 году Уилсон, анализируя ВАХ прямонакальных диодов, предложил уточнённую модель, основанную на формуле Чайлда. В модели Уилсона ток на начальном участке ВАХ пропорционален напряжению в степени 5/2, а в области средних напряжений ВАХ совпадает с законом трёх вторых. Дополнительный сдвиг характеристики влево на −0,5 В в рамках модели Чайлда объяснить невозможно. Этот сдвиг — следствие ненулевых начальных скоростей и тепловой диффузии электронов. Ток, текущий «сам по себе» в диоде с заземлённым анодом — это ток быстрых электронов, способных преодолеть потенциальную яму пространственного заряда. При напряжении накала 1,5 В ток эмиссии катода 2Д2С составляет около 40 мА, а средняя кинетическая энергия эмитируемых электронов составляет около 1 эВ. Ток эмиссии постоянно поддерживает отрицательный пространственный заряд, сосредоточенный вблизи катода, дно потенциальной ямы располагается на расстоянии от 0,01 до 0,1 мм от границы катод-вакуум. Абсолютное большинство испущенных электронов возвращаются назад, на катод, но относительно быстрые электроны преодолевают потенциальную яму, попадают в слабое поле анода и притягиваются к нему. Энергия, движущая эти электроны, заимствуется не от источника анодного напряжения, а от источника тока накала.

### Область средних напряжений (режим пространственного заряда)
При анодных напряжениях порядка нескольких В и более (но до перехода в режим насыщения) закон достаточно точно описывает свойства реальных диодов. В этой области наблюдаются два рода отклонений от идеальной модели:
- В модели Чайлда первеанс диода не зависит от температуры катода. В реальных лампах с ростом температуры первеанс увеличивается из-за неоднородного распределения температуры по длине катода. Концы катода, закреплённые в несущих траверсах внутриламповой арматуры, всегда холоднее его средней части. При недостаточном накале эмиссия сосредоточена в средней части катода, а первеанс существенно меньше расчётного. С ростом тока накала длина горячей средней части катода и эффективная поверхность анода растут, и первеанс приближается к расчётному[35].
- В модели Чайлда энергия электронов при пересечении границы катод-вакуум приравнена к нулю. В действительности, электроны покидают катод с ненулевой скоростью: типичная кинетическая энергия эмитируемого электрона составляет порядка 1 эВ, поэтому реальные вольт-амперные кривые сдвинуты влево относительно расчётных на ту же величину. При напряжении на аноде в десятки В этим сдвигом можно пренебречь[36].

### Область перехода в режим насыщения
C ростом анодного напряжения ток анода, определяемый законом трёх вторых, приближается к значению тока эмиссии. Вблизи предельного значения закон трёх вторых перестаёт действовать, рост анодного тока замедляется, а при достижении предела прекращается. Повышение тока накала катода увеличивает его температуру и ток эмиссии. «Полка» вольт-амперной характеристики сдвигается вверх, в область бо́льших токов, а восходящая ветвь, описываемая законом трёх вторых, в теории остаётся неизменной. В действительности, как показано выше, с ростом температуры катода восходящая ветвь также сдвигается вверх.
Упрощённая модель, положенная в основу закона степени трёх вторых, не даёт представления о характере перелома вольт-амперной характеристики при переходе в режим насыщения. В реальных диодах переходная зона растянута, её ширина на графике ВАХ сопоставима с шириной области, в которой кривая следует закону степени трёх вторых. Плавный переход — следствие различных явлений, не вписывающихся в идеальную модель Чайлда:
- В лампах прямого накала наибольший вклад вносит неэквипотенциальность катода, к концам которого приложено постоянное или переменное напряжение накала[27];
- Катоды всех типов нагреваются неравномерно. Относительно холодные концы катода переходят в режим насыщения раньше, чем его горячая средняя часть[37];
- Ток эмиссии реальных катодов зависит не только от температуры, но также от напряжённости поля вблизи катода, которая в свою очередь определяется напряжением на аноде[27].

### Режим насыщения
В первом приближении насыщение тока можно считать абсолютным: ток насыщения идеального диода не зависит от напряжения на аноде. В реальных приборах в режиме насыщения ток анода медленно растёт с ростом анодного напряжения. Это явление связано с эффектом Шоттки: с ростом напряжённости поля работа выхода электрона из катода уменьшается, что приводит к росту тока эмиссии. В оксидных катодах, пористая поверхность которых образована спеканием гранул оксидов бария, стронция и кальция, прирост эмиссионного тока особенно велик из-за неоднородностей поверхности. Фактически можно утверждать, что оксидные катоды вообще не насыщаются.

### На русском языке
- Батушев, В. А. Электронные приборы. — М.: Высшая школа, 1969. — 608 с. — 90,000 экз.
- Дулин В. Н., Аваев Н. А., Демин В. П. и др. Электронные приборы / Под ред. Г. Г. Шишкина.. — М.: Энергоатомиздат, 1989. — 496 с. — ISBN 5-283-01472-X.
- Добрецов Л. Н. Электронная и ионная эмиссия. — М.;Л.: Гос. изд-во технико-теорет. лит., 1952. — 312 с.
- Иориш, А. Е., Кацман, Я. А., Птицын, С. В. Основы технологии производства электровакуумных приборов. — М. - Л.: Госэнергоиздат, 1961. — 516 с. — 14,000 экз.
- Рейх, Г. Дж. Теория и применение электронных приборов. — Л.: Госэнергоиздат, 1948. — 940 с. — 7,000 экз.
  - перевод с англ. Reich, Herbert J. Theory and applications of electron tubes. — 2-nd ed. — McGraw-Hill Book Company, Inc, 1944. — 716 с.

### На английском языке
- Van der Bijl, H. The Thermionic Vacuum Tube-Physics and Electronics. — McGraw-Hill, 1920.
- Nottingham, W. Thermionic Emission. — Massachussets Institute of Technology, 1956. — 178 p.